# Фриденталь (Царское Село)
Фриденталь (нем. Friedental — «мирная долина»), Фридентальская колония — бывшая немецкая колония в Царском Селе под Санкт-Петербургом. Существовала в 1816—1914 годах.
Следы колонии сохранились в топониме Колонистский пруд (на ручье Вангази).

## География
Колония располагалась по внешней стороне Софийского бульвара вдоль царскосельского Московского шоссе.

## История
Колония была учреждена в 1816 году по инициативе фабриканта А. Кемпера. Первые семь одноэтажных деревянных домов были возведены в 1819 году. Основу поселенцев составили немецкие переселенцы (9 семей) из герцогства Бергского. Жители колонии в XIX веке являлись основными прихожанами царскосельской кирхи.
Колония была упразднена в 1914 году в связи с началом Первой мировой войны и антигерманскими настроениями. К этому времени потомки переселенцев из Германии уже в достаточной мере были ассимилированы. Тем не менее, немецкие жители Детского Села дожили до Второй мировой войны, когда были депортированы.

## Население
В 1897 году население колонии достигло 228 человек.

### Фамилии колонистов
Вебер, Видемейер, Келлерман, Кемпер, Кремер, Кумбрух, Мейер, Мундингер, Остерман, Флейнгаузен, Шмиц, Эш.

### Известные уроженцы, жители
Кремер, Эмиль Яковлевич (1863—1917) — художник-керамист.

## Инфраструктура
Колонисты занимались огородничеством и ремеслами. Некоторые незаконно сдавали постройки под загородные дачи (с 1860-х).